# Histotrophie
L'histotrophie est une forme de matrotrophie aplacentaire où l'embryon, une fois son vitellus épuisé, se nourrit à partir des tissus maternels.
Il existe plusieurs formes d'histotrophie :
- l'histotrophie par alimentation à partir des desquamations utérines[1] ;
- l'histotrophie par "allaitement utérin" sur des trophonèmes[2].

Il existe une forme particulière d'histotrophie appelée histophagie (parfois "matrophagie"), consistant en un cannibalisme matrophage in utero.